# Christopher Harris Williams
Christopher Harris Williams (* 18. Dezember 1798 bei Hillsboro, North Carolina; † 27. November 1857 in Lexington, Tennessee) war ein US-amerikanischer Politiker. Zwischen 1837 und 1853 vertrat er zweimal den Bundesstaat Tennessee im US-Repräsentantenhaus.

## Werdegang
Christopher Williams war der Großvater von John Sharp Williams (1854–1932), der für den Staat Mississippi in beiden Kammern des Kongresses saß. Nach einer guten Grundschulausbildung studierte er an der University of North Carolina in Chapel Hill. Nach einem Jurastudium und seiner um das Jahr 1820 erfolgten Zulassung als Rechtsanwalt begann er in seinem neuen Beruf zu arbeiten.
In den 1830er Jahren begann Williams als Mitglied der Whig Party eine politische Laufbahn. Bei den Kongresswahlen des Jahres 1836 wurde er im zwölften Wahlbezirk von Tennessee in das US-Repräsentantenhaus in Washington, D.C. gewählt, wo er am 4. März 1837 die Nachfolge von William Claiborne Dunlap antrat. Nach zwei Wiederwahlen konnte er bis zum 3. März 1843 drei Legislaturperioden im Kongress absolvieren. Dort erlebte er seit 1841 die Diskussionen zwischen seiner Partei und dem neuen Präsidenten John Tyler. Außerdem wurde damals auch über eine mögliche Annexion der seit 1836 von Mexiko unabhängigen Republik Texas diskutiert. 1842 wurde Williams’ zwölfter Wahlbezirk in Tennessee aufgelöst. Ein Versuch, im neu gegliederten elften Distrikt gewählt zu werden, scheiterte in diesem Jahr.
Bei den Wahlen des Jahres 1848 gelang Christopher Williams im elften Wahlbezirk von Tennessee eine Rückkehr auf die politische Bühne. Er gewann diese Wahl und konnte im Kongress am 4. März 1849 die Nachfolge von William T. Haskell antreten. Nach einer Wiederwahl im Jahr 1850 verbrachte er bis zum 3. März 1853 zwei weitere Legislaturperioden im US-Repräsentantenhaus. Dort wurde damals bereits über die Frage der Sklaverei diskutiert. Im Jahr 1852 verzichtete Williams auf eine erneute Kongresskandidatur. In der Folge praktizierte er in Lexington als Anwalt. Dort ist er am 27. November 1857 auch verstorben.